# Robin Hood: Faceci w rajtuzach
Robin Hood: Faceci w rajtuzach – parodia filmów opowiadających legendę Robina Hooda, takich jak: Robin Hood: Książę złodziei, Przygody Robin Hooda, czy disneyowskiej wersji Robina Hooda. Film został wyreżyserowany przez Mela Brooksa. Premiera odbyła się w lipcu 1993 roku.

## Streszczenie
Film zaczyna się sceną gdy ludzie Robina strzelają płonącymi strzałami, które trafiają w całkowicie niewinną wioskę. W czasie gdy wioska się pali, jej mieszkańcy krzyczą na reżysera, żeby zostawił ich w spokoju. Chwilę potem na plan wchodzi grupa czarnych raperów, którzy opowiadają historię Robin Hooda.
Wtedy akcja przenosi się do Jerozolimy, gdzie główny bohater zostaje schwytany i osadzony w więzieniu Khalil. Tam spotyka Akicha, dzięki któremu jemu i reszcie więźniów udaje się uciec. Gdy docierają na plażę (z której Robin planował uciec do ojczyzny) współwięzień prosi go o odnalezienie jego syna Apsika i zaopiekowanie się nim. Robin zgadza się i dostaje od niego zdjęcie syna, które ma mu pomóc w jego poszukiwaniach. Pożegnawszy się Robin wskakuje do morza i przepływa je całe wpław, aż dostaje się do Anglii.
Po przebraniu się w inne ubrania i zakupie konia, udaje mu się odnaleźć i uratować Apsika przed walczącymi z nim rycerzami księcia. Chłopak dziękuje i przyłącza się do wybawcy. Gdy obaj docierają do rodzinnych ziem tytułowego bohatera, okazuje się, że książę Jan zagarnął wszystko dla siebie.
Zamek zostaje odholowany i pozostają po nim jedynie fundamenty. W łazience wciąż siedzi sługa Robina – Zezuj. Od niego dowiaduje się, że jego rodzice, bracia, pies, kot i złota rybka nie żyją. Sługa przekazuje mu też naszyjnik zawierający klucz do największego skarbu na świecie. Na swojej drodze Robin i jego towarzysze spotykają szeryfa z Rottingham. Po jego pokonaniu kierują się do lasu. Tam spotykają Willa Scarlet O’Harę oraz małego Johna, którzy każą Robinowi walczyć ze sobą o przejście przez rzeczkę, która ma metr szerokości i 10 centymetrów głębokości. Robin wygrywa, a pokonani przyłączają się do niego.
W międzyczasie szeryf donosi zwierzchnikowi o spotkaniu Robina Hooda. Książę Jan odwiedza wiedźmę Latrynę, która ostrzega go przed nowo przybyłym. Robin Hood przybywa na bankiet organizowany przez księcia, aby wypowiedzieć mu wojnę. Poznaje tam również piękną Marion. Po tych wydarzeniach Robin wraz z towarzyszami postanawiają dołączyć do swojej grupy wszystkich chętnych mężczyzn z okolicznych wiosek.
Zaczynają się ćwiczenia z łucznictwa i jeździectwa. Każdy również dostaje „mundurek” – rajstopy, koszulę oraz kapelusz. Po ukończeniu szkolenia zaczynają napadać bogatych, aby wspierać biednych. Podczas jednej z akcji poznają rabina Tuckmana, który również się do nich przyłącza oraz dzieli się z nimi winem sakralnym, które przewoził.
Przebiegły książę Jan wymyśla podstęp, aby wreszcie schwytać Robin Hooda. Organizuje konkurs łuczniczy, na którym tak jak się spodziewał, stawił się Robin. Oczywiście bohater zwycięża, niestety zostaje także złapany. Zrozpaczona Marion obiecuje szeryfowi siebie i swoją rękę, w zamian za niepowieszenie ukochanego. W trakcie ceremonii kat dopasowuje Robinowi pętlę na szyję. Zdziwiona Lady Marion pyta szeryfa co to ma znaczyć, ten odpowiada: „To na wypadek gdybyś się rozmyśliła.” Na szczęście Apsik jednym celnym strzałem uwalnia Robina.
Marion przerywa zaślubiny, gdy widzi, że ukochany jest wolny. Rozpoczyna się walka. Szeryf porywa Marion, ale w ślad za nim biegnie Robin. Uwalnia on swoją ukochaną. Szeryf ginie, ale na swoje nieszczęście zostaje wskrzeszony przez Latrynę. Okazuje się, że klucz który ma Robin pasuje do zamka w pasie cnoty Marion. Zakochana para prosi rabina o szybką ceremonię ślubną.
Wtedy przybywa król Ryszard. Daje im zgodę na ślub, ale wcześniej całuje pannę młodą. W czasie nocy poślubnej okazuje się, że klucz Robina wcale nie pasuje. Wtedy bohater wzywa rzemieślnika, aby dorobił odpowiedni klucz. Na koniec wszyscy żyją długo i szczęśliwie.

## Bohaterowie
- Robin Hood (Cary Elwes) należy do bogatej rodziny angielskiej, posiadającej rozległe ziemie, które ostatecznie dostają się w ręce księcia Jana. Jest zakochany w Lady Marion (ze wzajemnością).

W filmie pojawiają się ewidentne odwołania do Kevina Costnera i jego roli w filmie Robin Hood: Książę złodziei. Jest to widoczne zwłaszcza w scenie na zamku Księcia Jana. W różnych wersjach językowych dowcip ten jest tłumaczony inaczej:
- angielska: Ja, w przeciwieństwie do innych Robinów Hoodów, mówię z idealnym, angielskim akcentem. (Kevin Costner jest Amerykaninem)
- niemiecka: Ja, w przeciwieństwie do innych Robinów Hoodów, nie kosztuję producentów 5 milionów.
- włoska: Ja, w przeciwieństwie do innych Robinów Hoodów, nie tańczę z wilkami. (aluzja do innego filmu Costnera – Tańczący z wilkami)
- francuska: Ja, w przeciwieństwie do innych Robinów Hoodów, nie odmawiam noszenia rajstop.

Cary Elwes parodiuje również znaną kwestię z Szekspirowskiego Juliusza Cezara oraz mowę Winstona Churchilla w czasie Bitwy o Anglię. W czasie tych kwestii wszyscy słuchacze zasypiają. Ratuje ich Apsik, przerywając Robinowi i parodiując przemowę Malcolma X.
- Lady Marion (Amy Yasbeck) to obiekt pożądania nie tylko Robin Hooda, ale także Szeryfa z Rottingham. Film kładzie ogromny nacisk na fakt, iż jest ona dziewicą. Nosi tzw. Pas Cnoty. W przeciwieństwie do standardowego obrazu Marion, pragnie ona nie tylko znalezienia miłości, ale także zaspokojenia swojego pragnienia utraty cnoty.
- Książę Jan (Richard Lewis) jest bratem Króla Ryszarda Lwie Serce. W czasie gdy prawowity król wyjeżdża na krucjatę, Jan bezprawnie obejmuje tron. Jest raczej rozrywkowy, nie lubi gdy coś nie idzie po jego myśli (ujawnia się to w scenie, w której prosi szeryfa, by powiedział mu złą wiadomość w radosny sposób, aby uczynić ją łatwiejszą do przyjęcia).
- Szeryf z Rottingham (Roger Rees) jest szaleńczo zakochany w Lady Marion. Za wszelką cenę pragnie ją zdobyć, szantażując ją powieszeniem Robina. Ma na imię Mervin, z czego wszyscy się wyśmiewają. Sam jest obiektem westchnień wiedźmy Latryny, która mieszka na zamku księcia Jana.
- Rabin Tuckman (Mel Brooks) jest odpowiednikiem pojawiającego się w legendzie Brata Tucka. Poznajemy go w scenie spotkania w lesie z bandą Robina. Przewozi wino mszalne oraz oferuje im obrzezanie. W trakcie zaślubin Robina z Marion, wypowiada słowa „jak dobrze być królem”, w trakcie gdy Król Ryszard według zwyczaju całuje (bardzo namiętnie) pannę młodą.
- Mały John (Eric Allan Kramer) jest silny, ale łagodny. Nie umie pływać i udaje, że tonie nawet w wodzie po kostki. Wydaje się, że łączy go coś z guwernantką i przyzwoitką Lady Marion – Brunhildą.
- Apsik (oryg. Ahchoo) (Dave Chappelle) nieraz ratuje Robina i sytuację. Jest jedynym czarnoskórym członkiem bandy Robin Hooda. Za każdym razem gdy ktoś słyszy jego imię odpowiada „Na zdrowie”. Nosi buty Reeboka i kapelusz tył na przód (jak czapkę z daszkiem). Na koniec filmu zostaje mianowany szeryfem (nawiązanie do fabuły filmu Płonące siodła). Jest to parodia postaci Azeema z filmu Robin Hood: Książę złodziei.
- Will Scarlet O’Hara (Matthew Porretta), przyjaciel Małego Johna. Doskonale posługuje się nożami. Jego imię jest mieszaniną 2 bohaterów: Willa Scarleta, zawsze obecnego w legendach o Robin Hoodzie członka jego grupy oraz Scarlett O’Hary – głównej bohaterki Przeminęło z wiatrem.
- Zezuj (oryg. Blinkin) (Mark Blankfield(inne języki)) jest dawnym sługą rodziny Robina. Jest również niewidomy (na co od razu wskazuje jego imię). Spotykamy go w scenie, gdy siedząc na toalecie ogląda wypukłego Playboya dla niewidomych. Czasem niedosłyszy i przekręca słowa. Jest to parodia postaci Duncana z filmu Robin Hood: Książę złodziei.
- Brunhilda (Megan Cavanagh(inne języki)) jest pochodzącą z Niemiec guwernantką Lady Marion, której głównym zadaniem jest chronienie cnoty swej pani.
- Latryna (Tracey Ullman) jest kucharką w zamku księcia Jana i jego doradczynią. Zna się na czarach, przez co wszyscy biorą ją za wiedźmę. Jest  nieszczęśliwie zakochana w szeryfie z Rottingham. Jest to parodia postaci Mortianny z filmu Robin Hood: Książę złodziei.